# Ilja Andrejewitsch Michejew
Ilja Andrejewitsch Michejew (russisch Илья Андреевич Михеев; englische Transkription: Ilya Andreyevich Mikheyev; * 10. Oktober 1994 in Omsk) ist ein russischer Eishockeyspieler, der seit Juni 2024 bei den Chicago Blackhawks in der National Hockey League unter Vertrag steht. Zuvor verbrachte der Flügelstürmer drei Jahre bei den Toronto Maple Leafs und war zwei Jahre für die Vancouver Canucks aktiv.

## Karriere
Ilja Michejew wurde in Omsk geboren und begann seine Karriere bei dem dort ansässigen Juniorenteam des HK Awangard Omsk, Omskije Jastreby – die „Omsker Habichte“. Mit diesen nahm er am Spielbetrieb der Molodjoschnaja Chokkeinaja Liga (MHL) teil, der ranghöchsten Juniorenliga Russlands. Bereits in seinem ersten Jahr gewann der Angreifer mit dem Team die MHL-Playoffs um den Charlamow-Pokal. In der Folgesaison gab er sein Profidebüt bei Jermak Angarsk, einem der Kooperationspartner von Awangard Omsk, aus der zweitklassigen Wysschaja Hockey-Liga. Schließlich kam er in den Playoffs der Spielzeit 2014/15 auch erstmals in der Kontinentalen Hockey-Liga (KHL) für den HK Awangard Omsk zum Einsatz. Den Großteil dieser Saison verbrachte der Flügelstürmer allerdings in der Wysschaja Hockey-Liga beim HK Sokol Krasnojarsk.
Mit Beginn der Saison 2015/16 etablierte sich Michejew im KHL-Aufgebot von Omsk und steigerte seine persönlichen Leistungen dort von Jahr zu Jahr. In der Spielzeit 2017/18 wurde er mit jeweils 19 Toren und Vorlagen bereits bester Scorer seiner Mannschaft, ehe er im folgenden Jahr mit 45 Scorerpunkten seine beste KHL-Statistik verzeichnete und daher am KHL All-Star Game teilnahm. Zugleich wurde der Russe damit für Mannschaften aus Nordamerika interessant, sodass er, ohne zuvor in einem NHL Entry Draft ausgewählt worden zu sein, im Mai 2019 einen Einstiegsvertrag bei den Toronto Maple Leafs unterzeichnete. Dort erspielte er sich im Rahmen der Vorbereitung auf die Saison 2019/20 einen Platz im Kader und debütierte somit Anfang Oktober 2019 in der National Hockey League (NHL). Im weiteren Verlauf etablierte er sich als regelmäßiger Scorer bei den Leafs, so verzeichnete er in der Spielzeit 2021/22 mit 32 Punkten aus 53 Partien seine bisher beste Karrierestatistik.
Sein auslaufender Vertrag wurde anschließend jedoch nicht verlängert, sodass er sich im Juli 2022 als Free Agent den Vancouver Canucks anschloss. Dort unterzeichnete er einen neuen Vierjahresvertrag, der ihm ein durchschnittliches Jahresgehalt von 4,75 Millionen US-Dollar einbringen soll. Diesen erfüllte er jedoch nicht in Vancouver, da ihn die Canucks im Juni 2024 samt Sam Lafferty und einem Zweitrunden-Wahlrecht im NHL Entry Draft 2027 an die Chicago Blackhawks abgaben. Aufgrund seines vergleichsweise hohen Gehaltes, wovon die Canucks weiterhin 15 % übernahmen, erhielten sie im Gegenzug nur ein Viertrunden-Wahlrecht im Draft 2027.

### International
Nachdem Michejew sein Heimatland im Nachwuchsbereich nicht vertreten hatte, bestritt er im Rahmen der Weltmeisterschaft 2018 sein erstes großes Turnier für die russische Nationalmannschaft. Dort belegte er mit der Sbornaja den sechsten Platz.

## Erfolge und Auszeichnungen
- 2013 Charlamow-Pokal-Gewinn mit den Omskije Jastreby
- 2019 Teilnahme am KHL All-Star Game

## Karrierestatistik
Stand: Ende der Saison 2024/25

### International
Vertrat Russland bei:
- Weltmeisterschaft 2018

(Legende zur Spielerstatistik: Sp oder GP = absolvierte Spiele; T oder G = erzielte Tore; V oder A = erzielte Assists; Pkt oder Pts = erzielte Scorerpunkte; SM oder PIM = erhaltene Strafminuten; +/− = Plus/Minus-Bilanz; PP = erzielte Überzahltore; SH = erzielte Unterzahltore; GW = erzielte Siegtore; 1 Play-downs/Relegation; Kursiv: Statistik nicht vollständig)